# Рыбный канюк
Рыбный канюк (лат. Busarellus nigricollis) — американская хищная птица семейства ястребиных. Единственный вид в своём роде. Во многих частях ареала рыбный канюк довольно обычный вид.

## Внешний вид и строение
Длина тела взрослой птицы 48—51 см. Сидящая особь имеет довольно грузный вид. Крылья широкие и закруглённые, хвост очень короткий. Окраска молодых рыбных канюков более тусклая, чем у взрослых. На лапах есть шипы, позволяющие удерживать скользких рыб.

## Питание
Рыбный канюк кормится в основном рыбами, хватая их в полёте над водой или бросаясь на них с ветки дерева.

## Распространение и места обитания
Ареал простирается от Мексики, на юг до Аргентины. Вид населяет тропические низменности, открытые пространства или редколесья вблизи воды.

## Размножение
Рыбный канюк гнездится у болот и других водоёмов, изредка и на обрабатываемых человеком землях. Гнездо в виде платформы из веток строится на дереве на высоте до 15 метров.